# ماناوا (أسطورة)
ماناوا (بالإنجليزية: Manawa)‏ في الكوسمولوجيا البولينيزية، هي الأرواح كمبدأ للحياة، تولد من النار في الأرض. كما أن الاسم يطلق على أبناء النار.